# 加爾欽斯基冰原島峰
85°24′S 124°48′W / 85.400°S 124.800°W
加爾欽斯基冰原島峰（英語：Garczynski Nunatak）是南極洲的冰原島峰，位於瑪麗伯德地，處於匡西特冰川北坡，屬於霍利克山脈中威斯康辛山脈的一部分，美國地質調查局根據測量和該國海軍的空中照片繪入地圖，現時由南極條約體系管理。